# TT105
La tombe thébaine TT 105 est située à Cheikh Abd el-Gournah, dans la nécropole thébaine, sur la rive ouest du Nil, face à Louxor en Égypte.
C'est la sépulture de Khâemopet, prêtre d'Amon à la XIXe dynastie.